# عليق أسود أرمني

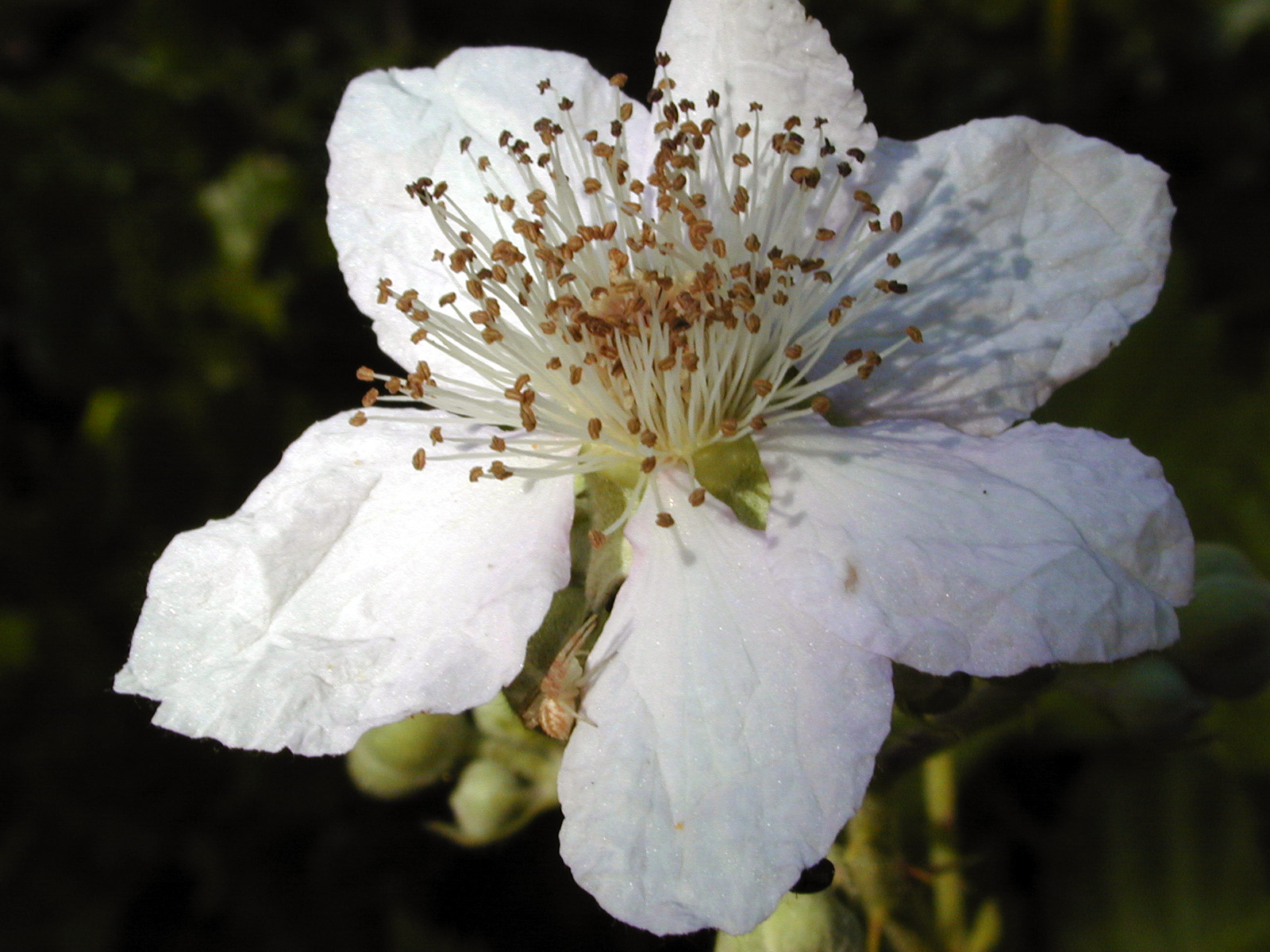
زهرة العليق الاسود الارمني ، منطقة الخليج ، كاليفورنيا. لاحظ العنكبوت على البتلة السفلى.

عليق الهيمالايا الأسود يعرف أيضا باسم العليق الأسود الأرمني، هو نوع من العليق تابع لمجموعة العليق الأسود. يعتبر موطنه أرمينيا وشمال إيران، وتم نشره على نطاق واسع في أماكن أخرى. يوجد الكثير من الالتباس حول أصل هذا العليق واسمه العلمي، وفي الكثير من الأحيان يتم وصف أصله بشكل خاطئ على أنه غرب أوروبا.
في بعض المناطق، يتم زرع هذا النبات بسبب ثمر التوت الذي ينتجه، ولكن في العديد من المناطق الأخرى، يعتبر حشائش ضارة ونوع مجتاح من النبات.

## الوصف
العليق الاسود الارمني هو نبات معمر يحمل جذوع («قصب») كل سنتين من جذوره الدائمة. في عامها الأول، تقوم هذه النبتة باطلاق جذع جديد، وينمو هذا الجذع بشكل قوي وسريع حتى يبلغ طوله من 4 إلى 10 أمتار، ينمو هذا الجذع على طول الأرض أو ينحني بشكل قوس نحو الاعلى؛ لارتفاع يصل إلى حوالي 4 أمتار. يعتبر الجذع قوي وغليظ، لونه اخضر، ومقياس قطره عند منطقة قاعدته هو ما بين 2-3 سم. يمكن أن يتحول قصبه إلى اللون الأحمر/الأرجواني إذا تعرضت النبتة لأشعة الشمس الساطعة، وهو امر شائع حدوثه في الصيف. تبرعم الأوراق في السنة الأولى حتى طول يصل لحوالي ما بين 7-20 سم، وتكون مجتمعة في مجموعات مكونة من ثلاثة أو من خمسة وريقات، تعتبر المجموعات المكونة من خمسة وريقات شائعة أكثر. تكون الوريقات مسننة الشكل إلى حد ما. لا يتم إنتاج أي زهور عند تبرعم النبتة في السنة الأولى. في عامه الثاني؛ لا ينمو الجذع إلى طول أكبر، ولكنه ينتج عدة جذوع جانبية؛ التي تحمل أوراقًا أصغر حجما ومتواجدة بمجموعات مكونة من ثلاثة وريقات (نادراً ما تكون وريقة واحدة). شكل هذه الوريقات بيضاوي وحاد، ولونها في الجهة العليوية اخضر داكن بينما يكون لونها في الجهة السفلية ابيض باهت، شكل حوافها مسنن، وشوكية على طول المنطقة الوسطى في الجانب السفلي. يتم إنتاج الزهور في فترة أواخر الربيع وبداية الصيف وتكون متواجدة بمجموعات مكونة من 3-20 زهرة؛ متحشدة معًا على أطراف البراعم الجانبية التي تكونت في العام الثاني، قطر كل زهرة هو ما بين 2-5 سم مع خمس بتلات بلون ابيض أو وردي شاحب. الزهور لهذه النبتة هي ثنائية الجنس (مثالية) وتمتلك الاعضاء التناسلية التابعة للذكور والإناث.
الفاكهة التي تنتجها هذه النبتة هي ليست توت؛ انما تعرف في علم النبات على انها ثمرة مكونة من حسلات، قطرها هو ما بين 1.2 - 2 سم، وعند النضوج يكون لونها أسود أو أرجواني داكن. براعم السنة الأولى والثانية هي شوكية، مع أشواك قصيرة، قوية، منحنية، وحادة. تشكل النباتات الناضجة مجموعة متشابكة من الجذوع التي تكون قوسية الشكل وكثيفة.

## الزراعة

### محصول التوت

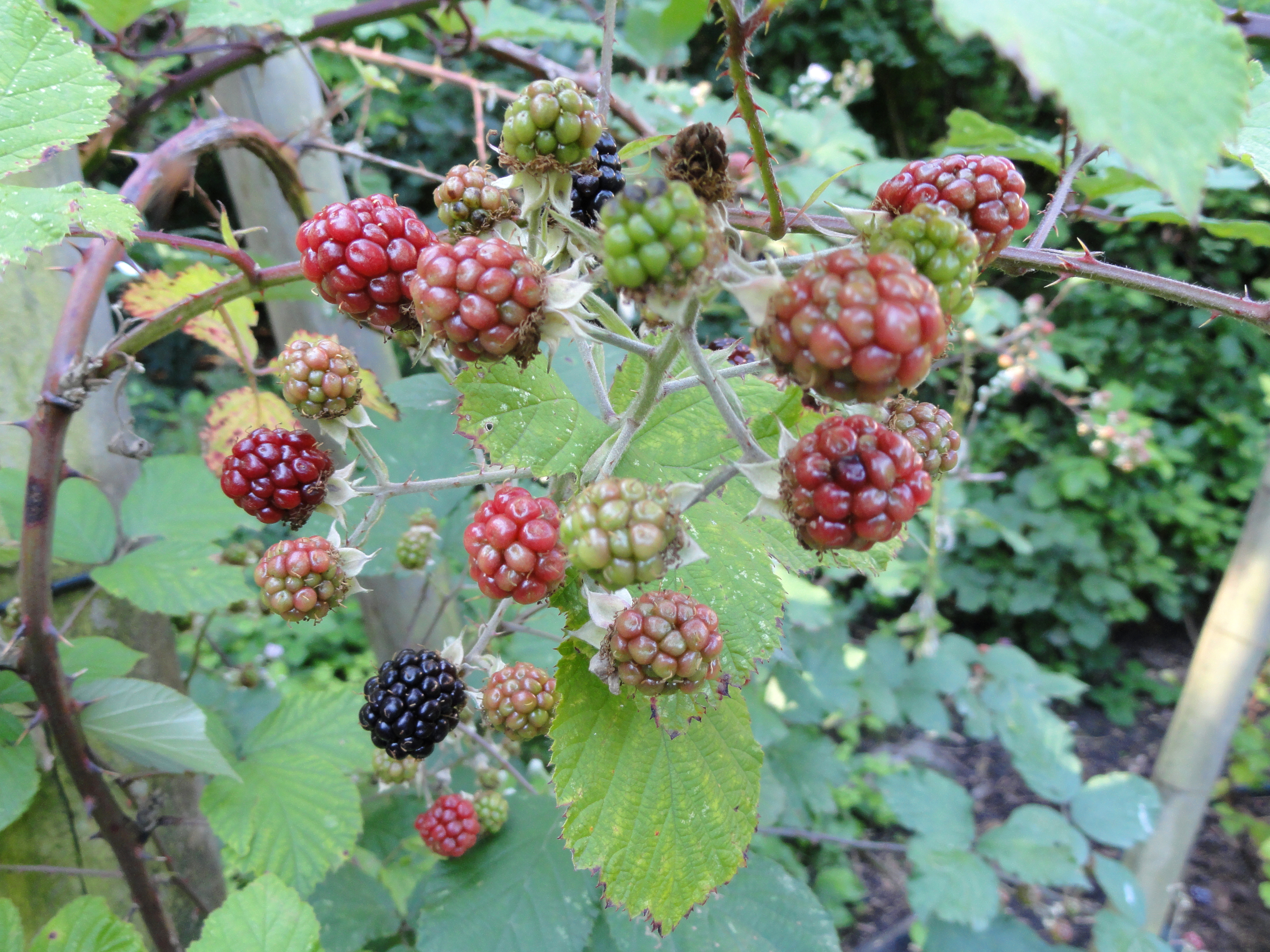
توت العليق الاسود الارمني، غير ناضج (اخضر ثم احمر)، ناضج (اسود)

تم إدخال هذا النوع إلى أوروبا في عام 1835 وإلى أستراليا وأمريكا الشمالية في عام 1885. حيث اعتبرت ثمارها قيمة، لانها شبيهة بثمار العليق الاسود الشائع وبقية أنواع التوت الشجيري وامثاله، ولكنها أكبر حجماً وأكثر حلاوة بالمذاق، مما يجعلها أكثر مرغوبة لإنتاج الفاكهة؛ سواء على الصعيد الشخصي أو التجاري. يكون حجم الثمار قبل النضوج أصغر، ويكون لونها احمر وتكون أيضا قاسية وطعمها مر أكثر. تزرع أصناف «الهيمالايا العملاقة» و «ثيودور ريمرز» بشكل خاص ومنتشر أكثر. تم استخدام نبتة العليق الاسود الارمني لانتاج صنف هجين من العليق يدع توت ماريون.

### استعمالها كملجأ من قبل الحيوانات
يمكن أن تنتج نبتة العليق الاسود الارمني مجموعة كبيرة من الجذوع والاغصان بحالة إذا تركت لوحدها، ويكون ذلك من بعد نموها على مدار سنوات عديدة. غالبًا؛ توفر هذه الجذوع والاغصان الكثيفة أماكن تعشيش جيدة للطيور، وتساعد على توفير أماكن للراحة أو للاختباء لغيرها من الثدييات الأكبر حجما نوعا ما؛ مثل الأرانب والسناجب والقنادس، إلخ.

### كنوع مجتاح من النبات
سرعان ما انتشر التوت الارمني الاسود خارج نطاق المجال الزراعي، وأصبح نوع من أنواع النبات المجتاح في معظم اماكن العالم التي تعتبر معتدلة المناخ. ويعود السبب في ذلك نظرًا لأنه من الصعب احتوائه أو تقييده؛ اذ انه يخرج عن نطاق السيطرة بوتيرة سريعة، حيث تأكل الطيور والحيوانات الأخرى فاكهة هذه النبتة ثم تقوم بنشر البذور من بعد ذلك. تم انتشار هذه النبتة بشكل خاص وواضح غرب منطقة جبال الكاسكيد في المناطق التي تقع شمال غرب المحيط الهادئ الأمريكي. تنتشر هذه النبتة بشكل جيد في المناطق القريبة من الانهار وينابيع المياه، وذلك بسبب وفرة أنواع أخرى من النبات في هذه المناطق، مما يتيح لها أن تنمو وان تنتشر دون أن يلاحظها أحد وبالتالي؛ تتمكن من تأسيس نفسها في هذه المناطق. تنتشر الشجيرة من خلال جذمور في الأرض، مما يجعل عملية إزالتها مهمة صعبة للغاية. على عكس أنواع أخرى من النبات المجتاح؛ يمكن لهذا النبات أن يؤسس نفسه بسهولة، وان يستمر بالانتشار في الانظمة الإيكولوجية التي لم تشهد أي اضطراب أو تشويش. قص قصب هذه النبتة، أو حرق حشد أو مجموعات منها؛ كل هذا يعتبر جزء من إستراتيجيات الإزالة الغير الفعالة. تعتبر أفضل الطرق لإزالة هذه النبتة؛ هي تلك التي تشمل الحفر وازالة الجذمور، واستعمال مبيدات الأعشاب.

## روابط خارجية
- "Jepson Manual, University of California". مؤرشف من الأصل في 2015-09-05.
- Rubus_armeniacus Bugwood Wiki
- صورة لعشب الأعشاب في حديقة ميسوري النباتية، جمعت في ميزوري في عام 1995